# Jennie Garth

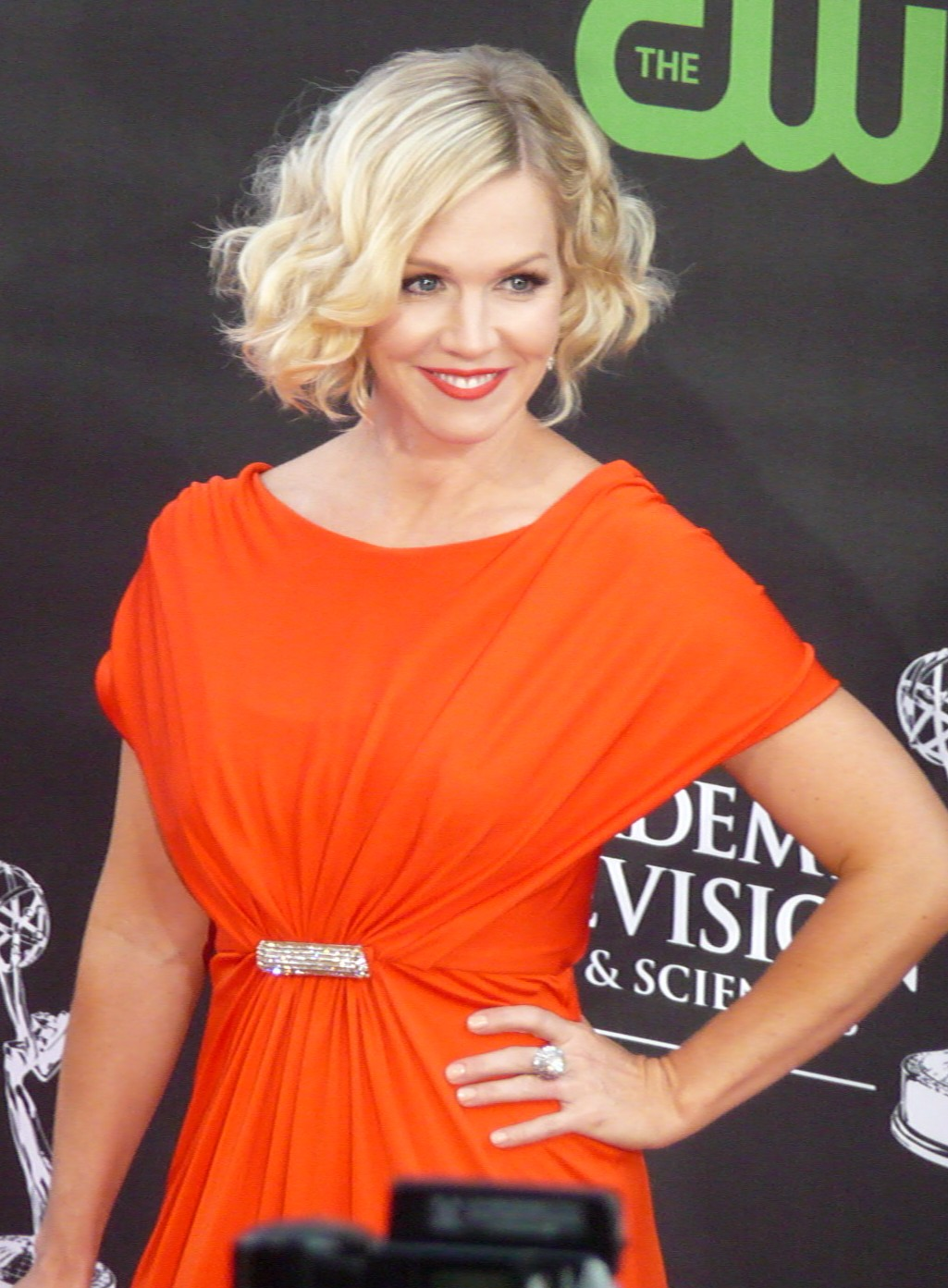
Jennie Garth bei den Emmy Awards 2009

Jennie Garth (* 3. April 1972 in Urbana, Illinois; eigentlich Jennifer Eve Garth) ist eine US-amerikanische Schauspielerin. Sie wurde vor allem durch die Rolle der Kelly Taylor in der Fernsehserie Beverly Hills, 90210 bekannt.

## Leben und Karriere
Jennie Garth kam im April 1972 im US-Bundesstaat Illinois als jüngste Tochter von John und Carolyn Garth zur Welt und wuchs einen großen Teil ihrer Kindheit mit sechs Halbgeschwistern (drei mütterlicherseits, drei väterlicherseits) auf einer Pferderanch in der Nähe ihres Geburtsortes Urbana auf.
Mit 13 Jahren zog Garth mit ihrer Familie nach Phoenix in Arizona, wo sie Tanzunterricht nahm und anfing als Model zu arbeiten. Als Garth 15 Jahre alt war, wurde sie vom Besitzer einer Casting-Firma des Networks ABC bei einem Talentwettbewerb entdeckt und ermutigt, Schauspielerin zu werden. Daraufhin unterbrach sie mit 17 Jahren den Besuch der High School und zog mit ihrer Mutter in die Filmmetropole Los Angeles. Sie schrieb sich an einer Schauspielschule ein und nahm an vielen Castings teil. Ihren ersten Fernsehauftritt hatte sie 1989 in der Fernsehserie Unser lautes Heim. Die erste größere Rolle bekam sie nach vier Monaten in der NBC-Serie A Brand New Life an der Seite von Barbara Eden.

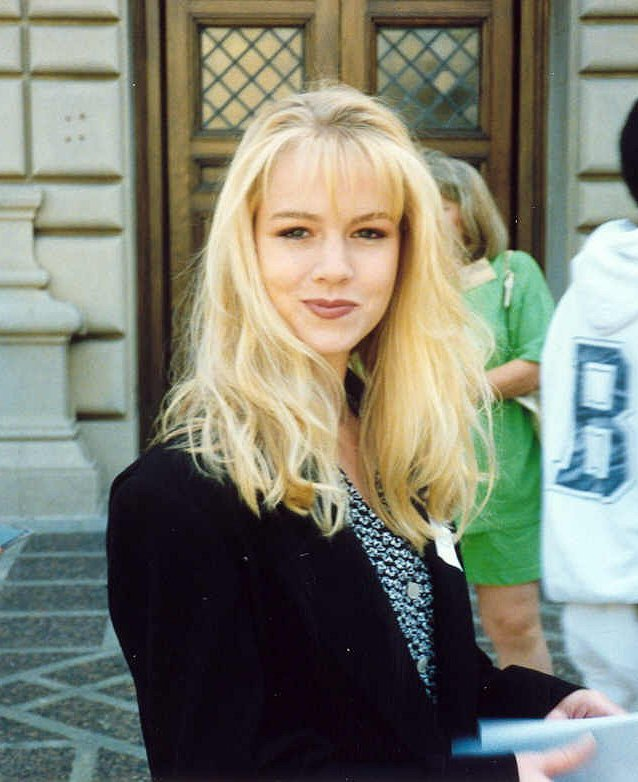
Jennie Garth (1992)

Im Jahr 1990 sprach Garth für die Rolle der Kelly Taylor in einer von Aaron Spelling und Darren Star geplanten Fernsehserie rund um das Leben einer High-School-Clique im vornehmen Beverly Hills vor und wurde von den Produzenten engagiert. Beverly Hills, 90210 wurde bald zur Kultserie der 1990er Jahre und ließ Garth und die übrigen Hauptdarsteller zu internationalen Serienstars aufsteigen. 1992 erhielt Garth für ihre schauspielerischen Leistungen in der Serie den Young Artist Award. Die Rolle der Kelly Taylor spielte Garth auch bei drei Gastauftritten in der Spin Off-Serie Melrose Place. Parallel zu den Dreharbeiten von Beverly Hills, 90210 spielte Garth in mehreren Fernsehfilmen, darunter Hölle auf Erden: Der Fall Laurie Kellogg (1994) und Ende der Unschuld (1996).
Nachdem Beverly Hills, 90210 nach über zehn erfolgreichen Jahren ausgelaufen war, spielte Garth zwischen 2002 und 2006 in der Sitcom Hallo Holly die Rolle der Valerie Tyler. Nach 86 Folgen wurde die Serie abgesetzt. 2007 nahm sie an der Tanzshow Dancing with the Stars (in Deutschland adaptiert als Let’s Dance) teil, bei der sie zusammen mit ihrem Tanzpartner Derek Hough den vierten Platz belegte. Von 2008 bis 2010 war sie in der Fernsehserie 90210, dem zweiten Spin Off von Beverly Hills, 90210, wieder in der Rolle der Kelly Taylor zu sehen.
Garth war von 1994 bis 1996 mit dem Musiker Daniel Clark verheiratet. 1996 lernte sie den Schauspieler Peter Facinelli bei den Dreharbeiten zum Film Blond ist die Rache kennen und war mit ihm ab 2001 verheiratet. Das Paar hat drei Töchter und lebte in L.A. sowie auf einer Ranch in der Nähe von Santa Barbara. Im März 2012 gaben Garth und Facinelli ihre Trennung bekannt. 2014 lernte sie bei einem Blind-Date den Produzenten Dave Abrams kennen, mit welchem sie sich im April 2015 verlobte. Die Hochzeit der beiden fand am 11. Juli 2015 statt.
Garth ist überzeugte Vegetarierin und engagiert sich bei der Tierschutzorganisation PETA.

## Filmografie (Auswahl)

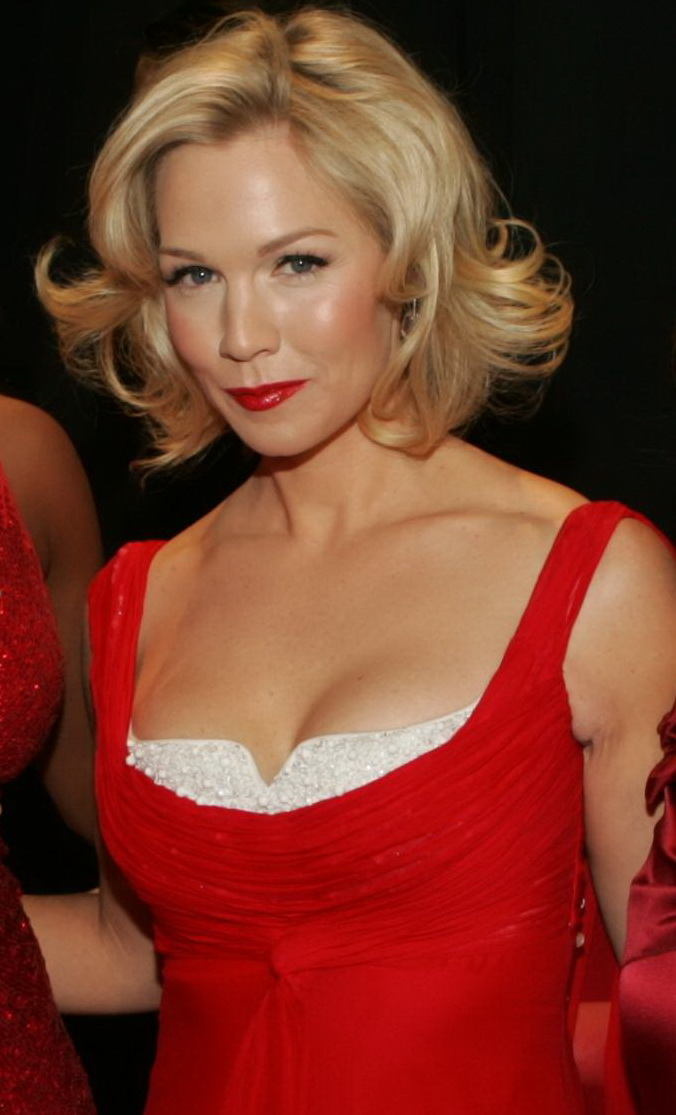
Jennie Garth (2009)

- 1989: Unser lautes Heim (Growing Pains, Fernsehserie, eine Folge)
- 1989–1990: A Brand New Life (Fernsehserie, sechs Folgen)
- 1990: Teen Angel Returns (Fernsehserie)
- 1990: Just Perfect (Fernsehfilm)
- 1990–2000: Beverly Hills, 90210 (Fernsehserie, 292 Folgen)
- 1992: Melrose Place (Fernsehserie, drei Folgen)
- 1993: Danielle Steel: Sternenfeuer (Star, Fernsehfilm)
- 1994: Hölle auf Erden: Der Fall Laurie Kellogg (Lies of the Heart: The Story of Laurie Kellogg, Fernsehfilm)
- 1994: Wenn Eltern ihre Tochter verraten (alternativ: Alptraum hinter verschlossenen Türen, Originaltitel: Without Consent, Fernsehfilm)
- 1995: Ihr Leben in seinen Händen (Falling for You, Fernsehfilm)
- 1995: Die Larry Sanders Show (The Larry Sanders Show, Fernsehserie, Cameo-Auftritt)
- 1995: Biker Mice from Mars (Zeichentrickserie, eine Folge, Synchronstimme)
- 1996: Blond ist die Rache (An Unfinished Affair, Fernsehfilm)
- 1996: Sex Radio (Power 98)
- 1996: Ende der Unschuld (A Loss of Innocence, Fernsehfilm)
- 1998: Telling You
- 2000–2001: The Street – Wer bietet mehr? (The $treet, Fernsehserie, acht Folgen)
- 2001: Watching the Detectives (Fernsehfilm)
- 2002: Brothers in Arms (My Brother’s War)
- 2002–2006: Hallo Holly (What I Like About You, Fernsehserie, 86 Folgen)
- 2003: Secret Santa (Fernsehfilm)
- 2003: The Last Cowboy (Fernsehfilm)
- 2005: Family Guy – Die unglaubliche Geschichte des Stewie Griffin (Family Guy Presents Stewie Griffin: The Untold Story, Zeichentrickfilm, Synchronstimme)
- 2006: American Dad (American Dad!, Zeichentrickserie, eine Folge, Synchronstimme)
- 2007: Girl, Positive (Fernsehfilm)
- 2008–2010: 90210 (Fernsehserie, 20 Folgen)
- 2009: The Broadroom (Fernsehserie)
- 2011: Accidentally in Love (Fernsehfilm)
- 2011: The Christmas Wedding Story (Fernsehfilm)
- 2013: Community (Fernsehserie, eine Folge)
- 2013: Der Traum vom Glück (Holidaze, Fernsehfilm)
- 2014: Mystery Girls (Fernsehserie, 10 Folgen)
- 2016: A Time to Dance (Fernsehfilm)
- 2018: The Mick (Fernsehserie, eine Folge)
- 2019: Your Family or Your Life
- 2019: BH90210 (Fernsehserie)
- 2021: A Kindhearted Christmas (Fernsehfilm)
- 2022: Bad Influence (Fernsehfilm)